# Aesara
Aesara de Lucania (en griego: Αἰσάρα Aisara; siglo IV o III a. C.) fue una filósofa pitagórica que escribió Sobre la naturaleza humana, de la que Estobeo conservó un fragmento.

## Vida
Aesara es conocida solo por un fragmento de una página de su obra filosófica titulada Sobre la naturaleza humana conservada por el doxógrafo neoplatónico Estobeo. Lucania, de donde ella vino, era un antiguo distrito del sur de Italia y parte de la Magna Grecia donde existían muchas comunidades pitagóricas. Se ha conjeturado sobre si su nombre es una variante de Aresa, quien, según algunos autores, era hija del filósofo Pitágoras y la matemática Téano. Un escritor de Lucania llamado Aresas también es mencionado por el filósofo Jámblico en su obra Vida de Pitágoras.

## Trabajo
Sobre la naturaleza humana está escrito en la prosa dórica característica del siglo III a. C. o anterior, aunque esto no excluye la posibilidad de que fuera escrito posteriormente en un estilo arcaico. Se ha argumentado que el fragmento es una falsificación neopitagórica que data de la época romana, aunque esto al menos implica que había una pitagórica anterior llamada Aesara de Lucania digna de imitar. También se ha sugerido que el fragmento es seudónimo y proviene de un libro de texto producido por una de las escuelas sucesoras disidentes de Arquitas de Tarento en Italia en el siglo IV o III antes de Cristo. A falta de pruebas sólidas que apoyen cualquiera de las dos hipótesis, no hay razón para suponer que el fragmento no fue escrito por una filósofa llamada Aesara en los siglos IV o III antes de Cristo.

Aesara argumenta que es estudiando nuestra propia naturaleza humana (y específicamente el alma humana) que podemos entender la base filosófica de la ley natural y la moral:
La naturaleza humana me parece que proporciona un estándar de ley y justicia tanto para el hogar como para la ciudad.
Aesara divide el alma en tres partes: la mente que realiza el juicio y el pensamiento, el espíritu que contiene el coraje y la fuerza, y el deseo que proporciona amor y amistad:
Siendo triple, se organiza de acuerdo con funciones triples: lo que efectúa el juicio y el pensamiento es [la mente], lo que efectúa la fuerza y la habilidad es [el espíritu elevado], y lo que efectúa el amor y la bondad es el deseo.
Estas cosas, siendo divinas, son los principios racionales, matemáticos y funcionales que actúan en el alma. La teoría del derecho natural de Aesara se refiere a tres aplicaciones de la moral: la del individuo, la de la familia y la de las instituciones sociales.
Los pitagóricos eran notables como una secta por incluir a las mujeres en sus filas. Esto no necesariamente equivalía a las ideas modernas de igualdad; creían que las mujeres eran responsables de crear armonía y justicia en el hogar, de la misma manera que los hombres tenían la misma responsabilidad hacia el Estado. En este contexto, la teoría del derecho natural de Aesara es fundamental para la justicia y la armonía en el conjunto de la sociedad.